# Schweizerschule Curitiba

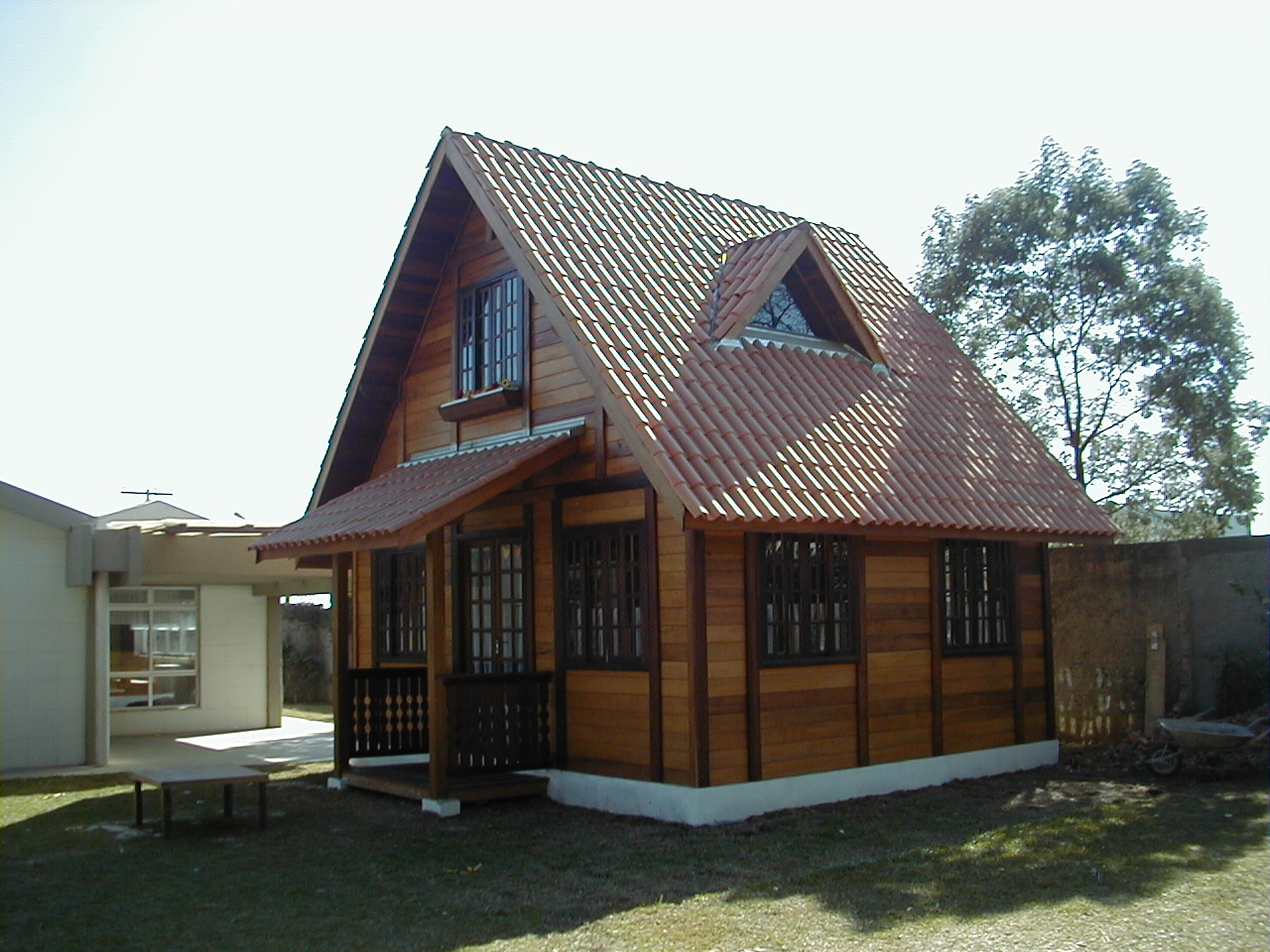
Chalet für eine Kindergartengruppe der Schweizerschule Curitiba

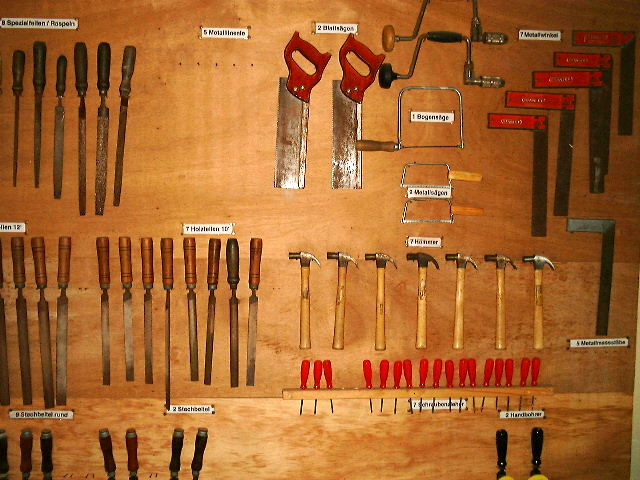
Werkzeugwand im Fach „Werken“ der Schweizerschule Curitiba

Die Schweizerschule Curitiba (portugiesisch Colégio suíço-brasileiro de Curitiba) ist eine vom brasilianischen Bundesstaat Paraná anerkannte bilinguale Privatschule. Sie ist in Curitiba die einzige Schule mit Deutsch und Portugiesisch als Unterrichtssprachen. Die Schule umfasst Kinderkrippe, Kindergarten, Primar- und Sekundarstufe sowie Gymnasium. Die Schüler können deutsche, englische und französische Sprachdiplome erwerben und schliessen die Gymnasialstufe mit dem International Baccalaureate Diploma ab, welches den Zugang zu vielen Universitäten und Hochschulen im In- und Ausland ermöglicht. Die Schule befindet sich in Pinhais, einer Vorortgemeinde von Curitiba.

## Geschichte
Durch den Bau des gigantischen binationalen Wasserkraftwerks Itaipú, an dem auch die ABB (damals Brown, Bovery & Cie, abgekürzt BBC) nebst anderen europäischen Firmen beteiligt war, waren viele Fachkräfte aus der Schweiz, Deutschland und Österreich nach Curitiba gezogen. Mit ihnen beginnt die Geschichte der Schweizerschule.
1979 wurde der Verein „Schweizerschule Curitiba“ gegründet. Die Schule wurde 1980 eröffnet. Unter dem Patronat des Kantons Aargau folgte 1983 die Anerkennung durch die Schweiz. Im gleichen Jahr wechselte die Schweizerschule in ein gemietetes Gebäude im Stadtviertel Água Verde.
Zu Beginn des Schuljahres 1993 weihte die Schule ihr neu erstelltes Gebäude in Pinhais ein. Ab 1995 kam eine Vorschule dazu und 1999 wurde ein Gymnasium mit zwei naturwissenschaftlichen Laborräumen und einer Aula gebaut. Die Schule wurde Mitglied der International Baccalaureate Organisation (IBO).
Für den Kindergarten (für 3- bis 4-Jährige) wurde 2000 ein Chalet eingeweiht. Die Schweizerschule Curitiba wurde in den Verein der Partnerschule Schweizerschule São Paulo integriert. Seither heisst der Trägerverein Vereinigung der Schweizerschulen in Brasilien.
IB-Diplome werden seit 2001 verliehen und seit 2002 verfügt die Schule über eine zweisprachige Bibliothek. 2007 wurde ein zweites Chalet (für 2-Jährige) und neue Räume für die Nachmittagsbetreuung, Werken und Instandhaltung gebaut. Auch eine neue Sporthalle konnte in diesem Jahr eingeweiht werden.
2010 erlangte die Schule das ISO 9001/2008-Zertifikat. 2011 kamen sechs weitere Unterrichtsräume für die Gymnasialstufe hinzu. Der 2018 gestartete Erweiterungskomplex auf dem zugekauftem, 7000 m² grossen Grundstück wurde im November 2019 feierlich eingeweiht. Es umfasst eine moderne Bibliothek, ein Schulrestaurant und ein Amphitheater. Die Räume sind so gebaut, dass sie veränderten Ansprüchen leicht angepasst werden können.

## Pädagogisches Angebot
Die Lehrpläne der Schweizerschule Curitiba erfüllen die gesetzlichen Vorgaben des Bundesstaates Paraná und des Kantons Aargau, der als Patronatskanton die Anerkennung der Ausbildungslehrgänge gewährleistet und sich am Lehrplan 21 orientiert sowie den Erfordernissen des International Baccalaureate.
| Stufe          | Alter | Klasse             | Legende                                     | Legende                                     | Legende                                     |
| -------------- | ----- | ------------------ | ------------------------------------------- | ------------------------------------------- | ------------------------------------------- |
| Kindergarten   | 2     | Spielgruppe I      | IB: International Baccalaureate (Prüfungen) | IB: International Baccalaureate (Prüfungen) | IB: International Baccalaureate (Prüfungen) |
|                | 3     | Spielgruppe II     | V: Vestibular                               | V: Vestibular                               | V: Vestibular                               |
|                | 4     | Kindergarten I     | A1 - C2: Stufen (Gemeinsamer europäischer   | A1 - C2: Stufen (Gemeinsamer europäischer   | A1 - C2: Stufen (Gemeinsamer europäischer   |
|                | 5     | Kindergarten II    | Referenzrahmen für Sprachen)                | Referenzrahmen für Sprachen)                | Referenzrahmen für Sprachen)                |
| Primarstufe    | 6     | 1. Klasse          | Stufen und externe Sprachdiplome            | Stufen und externe Sprachdiplome            | Stufen und externe Sprachdiplome            |
|                | 7     | 2. Klasse          | Stufen und externe Sprachdiplome            | Stufen und externe Sprachdiplome            | Stufen und externe Sprachdiplome            |
|                | 8     | 3. Klasse          | Deutsch                                     | Französisch                                 | Englisch                                    |
|                | 9     | 4. Klasse          | Deutsch                                     | Französisch                                 | Englisch                                    |
|                | 10    | 5. Klasse          | A1                                          | A1 (DELF)                                   |                                             |
| Sekundarstufe  | 11    | 6. Klasse          | A1                                          | A1 (DELF)                                   |                                             |
|                | 12    | 7. Klasse          | A2                                          | A1 (DELF)                                   |                                             |
|                | 13    | 8. Klasse          | A2                                          | A1 (DELF)                                   |                                             |
|                | 14    | 9. Klasse          | A2/B1 (DSD I)                               | A1 (DELF)                                   | A2 - B2 (PET)                               |
| Gymnasialstufe | 15    | 1. Klasse          | B1                                          | A2 (DELF)                                   | B1/B2 (FCE)                                 |
|                | 16    | 2. Klasse (IB)     | B1                                          | B1 (DELF)                                   | B1 - C2 (FCE/CAE)                           |
|                | 17    | 3. Klasse (V) (IB) | B2/C1 (DSD II)                              | B2 (DELF)                                   | B2/C1 (CAE)                                 |
|                | 18    | 4. Klasse (IB)     | B2/C1 (DSD II)                              | B2/C1 (DELF)                                | B2/C1 (CAE)                                 |

Mit dem zweisprachigen Unterricht (Portugiesisch und Deutsch, im Gymnasium dazu noch Englisch und Französisch) auf internationalem Niveau erhalten die Schüler eine solide kulturelle Ausbildung.
Jährlich findet für eine Gymnasialklasse der Schweizerschulen Curitiba und ihrer Partnerschule São Paulo eine Wirtschaftswoche statt. Während einer Woche steuern die Gymnasiasten verschiedene virtuelle Unternehmen, um sich im Rahmen betriebswirtschaftlicher Simulationen zu konkurrenzieren. Dabei werden sie von Schweizer Wirtschaftsfachleuten gecoacht und auf Lernpotenziale aufmerksam gemacht.
Etwa alle zwei Jahre werden in den Sommerferien freiwillige Studienreisen organisiert nach Europa (Deutschland, Schweiz) und Amerika (USA, Kanada). Ausserdem unterstützt die Schule den Schüleraustausch (Schulen in Deutschland, der Schweiz).
Die Schüler beteiligen sich aktiv an der Kommunikation mit der Schulgemeinschaft über die Schulfeste (Sporttag, Wissenstag, Muttertag, Junifest, Bazar) und über die medialen Kanäle auf Youtube (Swiss School Channel) und Soundcloud (Swiss School Radio).
Zahlreiche ausserschulische Kurse (Musik, Fremdsprachen für Eltern, Theater, Medien) können freiwillig belegt werden (z. T. auch für Erwachsene offen).

### Sprachdiplome
Sprachdiplome in folgenden Fremdsprachen können erlangt werden. Es handelt sich um international standardisierte Prüfungen, die weltweit grosses Ansehen geniessen. Die Stufen-Bezeichnungen in den Sprachdiplomen folgen dem Gemeinsamen Europäischen Referenzrahmen für Sprachen des Europarates.
Deutsch
Deutsches Sprachdiplom, Stufe I (DSD I) und Stufe II (DSD II)
Das DSD II (B2/C1) ermöglicht in Deutschland den Zugang zu einem Universitätsstudium ohne zusätzliche Deutschprüfung.
Französisch
Diplôme d’Études en Langue Française: DELF der Alliance Française auf den Niveaustufen A1, A2, B1 und B2
Die Schüler der Schweizerschule legen die Prüfungen für mindestens die beiden Niveaus A1 und A2 ab. Die Prüfungen finden in der Alliance Française von Curitiba statt.
Englisch
Die Zertifikatsprüfungen Cambridge English Language Assessment der Universität Cambridg auf Niveau B1, B2 und C1.

## Infrastruktur
Ausser den notwendigen Unterrichtsräumen stehen den Schülern eine Sporthalle, eine zweisprachige Bibliothek, zwei naturwissenschaftliche Laborräume, ein Informatikraum, eine Werkstatt für das „Werken“ (bildnerisches/technisches Gestalten), eine Aula, eine Mensa und mehrere Pausenplätze im Freien zur Verfügung.